# Sloveense euromunten
De Sloveense euromunten hebben de lokale Sloveense munteenheid tolar vervangen. Slovenië is deelnemer aan het Wisselkoersmechanisme II en is op 1 januari 2007 toegetreden tot de eurozone. Om en nabij 230 miljoen munten met een totale waarde van 80 miljoen euro werden per die datum in omloop gebracht. De nationale keerzijden van de Sloveense euromunten werden ontworpen door Miljenka Licul, Maja Licul en Janez Boljko.
De eerste Sloveense euromunten werden geslagen in Finland (Suomen Rahapaja), omdat het land geen eigen muntbedrijf heeft. Dit is te zien aan de letters 'Fi' (afkorting voor Finland) op de munten van Slovenië. De Sloveense euromunten met het jaartal 2008 werden geslagen bij de Koninklijke Nederlandse Munt in Utrecht. Dit is te zien aan het muntteken van Utrecht (mercuriusstaf) en het muntmeesterteken (koerszettende zeilen) van de huidige muntmeester.

## Euromunten
| 0,01 € | 0,02 €                                                         | 0,05 € |
| --- | -------------------------------------------------------------- | --- |
| |                                                                | |
| Ooievaar (tot dusver gebruikt op de munten van 20 tolar)                                                                                         | Vorstensteen van Karantanië                                    | De "Zaaier" van Ivan Grohar, die vijfentwintig sterren zaait |
| 0,10 € | 0,20 €                                                         | 0,50 € |
| |                                                                | |
| Het oorspronkelijke, niet uitgevoerde ontwerp van Jože Plečnik voor de Državni Zbor met opschrift katedrala svobode (kathedraal van de vrijheid) | Een paar Lipizzaners                                           | De Triglav met daarboven het sterrenbeeld Kreeft waarin Slovenië onafhankelijk werd en het aan een volkslied ontleende opschrift "Oj Triglav, moj dom" (O Triglav, mijn thuis) |
| 1,00 € | 2,00 €                                                         | Rand van €2-munten |
| |                                                                | Slovenija |
| Reformator Primož Trubar en het opschrift "Stati inu obstati" (staan en handhaven)                                                               | Dichter France Prešeren en een handschrift uit zijn Zdravljica | |

## Herdenkingsmunten van € 2
- Herdenkingsmunt van 2007: Gemeenschappelijke uitgifte naar aanleiding van de 50ste verjaardag van het Verdrag van Rome
- Herdenkingsmunt van 2008: 500ste geboortedag van Primož Trubar
- Herdenkingsmunt van 2009: Gemeenschappelijke uitgifte naar aanleiding van de 10de verjaardag van de Europese Economische en Monetaire Unie
- Herdenkingsmunt van 2010: 200-jarig bestaan van de Botanische Tuinen in Ljubljana
- Herdenkingsmunt van 2011: 100ste geboortedag van Franc Rozman Stane
- Herdenkingsmunt van 2012: Gemeenschappelijke uitgifte naar aanleiding van de 10de verjaardag van de invoering van de euro
- Herdenkingsmunt van 2013: 800ste verjaardag van de ontdekking van de Grotten van Postojna
- Herdenkingsmunt van 2014: 600ste verjaardag van de kroning van Barbara van Celje
- Herdenkingsmunt van 2015: 2.000ste verjaardag van de voltooiing van de bouw van de stadsmuren van Emona in Ljubljana
- Herdenkingsmunt van 2015: Gemeenschappelijke uitgifte naar aanleiding van het 30-jarig bestaan van de Europese vlag
- Herdenkingsmunt van 2016: 25 jaar onafhankelijkheid
- Herdenkingsmunt van 2017: 10de verjaardag van de invoering van de euro in Slovenië
- Herdenkingsmunt van 2018: Wereldbijendag
- Herdenkingsmunt van 2019: 100ste verjaardag van de oprichting van de Universiteit van Ljubljana
- Herdenkingsmunt van 2020: 500ste geboortedag van Adam Bohorič
- Herdenkingsmunt van 2021: 200ste verjaardag van de  oprichting van het Regionaal Museum voor Kranjska, het eerste museum in Slovenië
- Herdenkingsmunt van 2022: 150ste geboortedag van Jože Plečnik
- Herdenkingsmunt van 2022: Gemeenschappelijke uitgifte naar aanleiding van het 35-jarig bestaan van het ERASMUS-programma
- Herdenkingsmunt van 2023: 150ste geboortedag van Josip Plemelj
- Herdenkingsmunt van 2024: 250-jarig bestaan van de Nationale en Universiteitsbibliotheek in Ljubljana